# Bloedrode bladloper
De bloedrode bladloper (Brachypalpoides lentus) is een vliegensoort uit de familie van de zweefvliegen (Syrphidae). De wetenschappelijke naam van de soort is voor het eerst geldig gepubliceerd in 1822 door Johann Wilhelm Meigen.